# Paul LePage

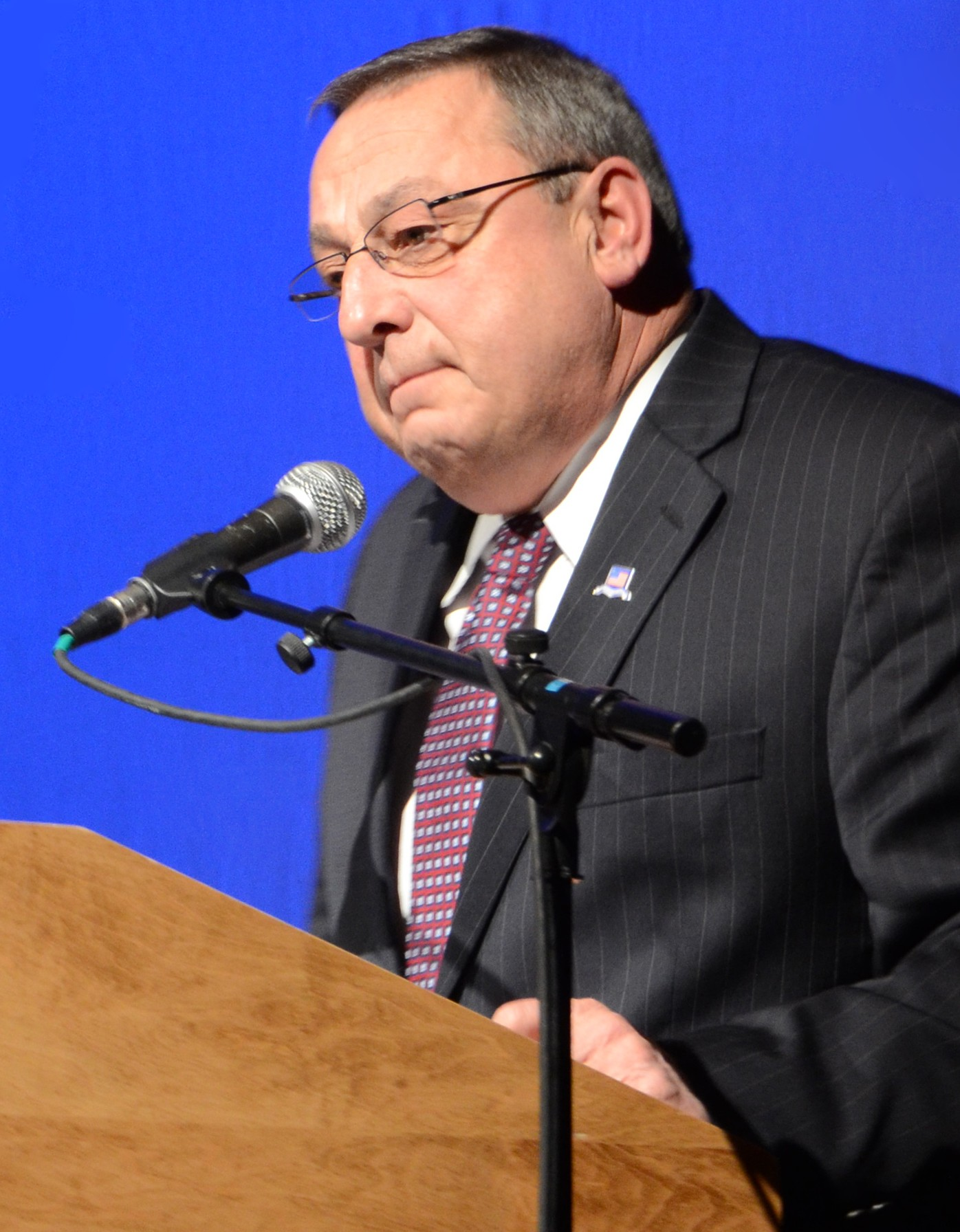
Paul LePage

Paul R. LePage (nascido em 9 de outubro de 1948) é um político e empresário do Maine, governador do Maine eleito na eleição de 2010 pelo Partido Republicano. LePage também foi Gerente Geral da Marden's Surplus and Salvage, cargo que ocupou entre 1996 a 2011.